# Luciana by Night
Luciana by Night es un talk show semanal brasileño presentado por Luciana Gimenez y exhibido por la RedeTV! desde el 27 de noviembre de 2012.

## Formato
Diferente de Superpop, programa también presentado por Gimenez, Luciana by Night sigue el formato de los populares formatos de programas de entrevistas de la televisión estadounidense.

## Anuncio
El programa fue presentado a la prensa en una colectiva realizada en los estudios de la RedeTV! en Osasco, el día 21 de noviembre de 2012, una semana antes de la estrena.
En la colectiva, Gimenez reveló que le gusta asistir los programas de Chelsea Handler, Ellen DeGeneres  y Jimmy Fallon, respectivos presentadores de Chelsea Lately (E!), de The Ellen Degeneres Show, y de Late Night (NBC). Ambos sirven de inspiración para el programa.
La presentadora también dijo por ser una mujer en la conducción de un talk show, ya es un diferencial:

## Historia
Inicialmente, a estrena del programa estaba prevista para el día 20 de noviembre, pero ella fue aplazada para el día 27.
Para el programa de estrena, Ana Hickmann fue la invitada. La vista de la presentadora al programa fue en retribución la Gimenez haber ido al Programa da Tarde, en la Record. En la ocasión, el programa cerró con media de 3 puntos en los consolidados del IBOPE.
En el 1 de abril de 2015, en función de una alteración en la reja programación nocturna de la RedeTV!, el programa pasó a ser exhibido a las 22h30.